# Epiceraticelus
Epiceraticelus fluvialis és una espècie d'aranya araneomorfa de la subfamília Erigoninae, dins de la família Linyphiidae. És l'únic membre del gènere monotípic Epiceraticelus.
Fou descrit per primera vegada per C. R. Crosby i S. C. Bishop l'any 1931,

## Distribució
Es troba als Estats Units.